# Helen Nicholson
Helen Nicholson, Helen J. Nicholson (ur. 1960) – brytyjska historyk mediewistka.
Specjalizuje się w historii wypraw krzyżowych. Jest wykładowczynią Cardiff University.  

## Wybrane publikacje
- The Knights Templar. A New History (2001).
- The Knights Hospitaller (2001).
- Medieval Warfare (2003).
- The Knights Templar on Trial: The Trial of the Templars in the British Isles, 1308-1311 (2009).
- The Proceedings Against the Templars in the British Isles (2011).
- (redakcja) Languages of love and hate: conflict, communication, and identity in the medieval Mediterranean, ed. by Sarah Lambert and Helen Nicholson, Turnhout: Brepols Publishers 2012.

## Publikacje przetłumaczone na język polski
- Rycerze templariusze (oryg. The Knights Templar. A New History), tł. Piotr Chojnacki, Warszawa: Bellona 2005
- (współautor: David Nicolle), Rycerze Boga. Zakon templariuszy i Saraceni, przeł. Kinga Grodner, Warszawa: Bellona 2009
- Sybilla Jerozolimska, tł. Katarzyna Bażyńska-Chojnacka, Piotr Chojnacki, wyd. PIW 2024, seria Biografie Sławnych Ludzi[1].